# Nueve novísimos poetas españoles
Nueve novísimos poetas españoles est une anthologie éditée en 1970 par Josep Maria Castellet qui comprend des œuvres de poètes d'avant-garde encore inédits ou auteurs d'un seul livre, qui naquirent après le début de la guerre civile espagnole. Sa publication marqua le début de la post-modernité et une rupture avec les poètes de la post-guerre. Pour ces nouveaux écrivains, le réalisme de la génération antérieure vidait la poésie de son caractère d'expérimentation créatrice.

## Lesnovísimos
Cette compilation inclut Manuel Vázquez Montalbán, Antonio Martínez Sarrión, José María Álvarez (es), Pere Gimferrer, Félix de Azúa, Vicente Molina Foix (es), Guillermo Carnero (es), Ana María Moix et Leopoldo María Panero.
L'un des traits les plus particuliers de ce groupe est que c'est le premier qui se constitue en étant entouré des médias et cette influence se fait sentir dans les références à la télévision, au cinéma et à la radio. Du fait de la prééminence de ces médias, la littérature n'a pas autant d'influence dans leur formation culturelle que pour leurs confrères des générations antérieures. Dans leur formation littéraire assez limitée, leur influence vient surtout des auteurs étrangers tels que T.S. Eliot, Wallace Stevens, Ezra Pound, Susan Sontag, Constantin Cavafy et les surréalistes français. Les novísimos (néologisme signifiant littéralement « très nouveaux » ou « des plus nouveaux ») tendaient en effet à repousser la littérature espagnole, malgré quelques exemples notables comme Vicente Aleixandre, Jaime Gil de Biedma et Luis Cernuda, mais admiraient des auteurs étrangers hispanophones tels que Octavio Paz, Rubén Darío, qui avaient résidé en Espagne et y étaient des personnalités importantes, et José Lezama Lima.
Pourtant, quelques années plus tard, tandis que la collection madrilène Adonáis était en chute libre, la maison éditoriale de Barcelone El Bardo, dirigée par Batlló, montait en s'étant érigée comme porte-étendard de la génération novísima.

## La polémique
Le livre fut très polémique, et cela en grande partie dû à l'exclusivité de la sélection des poètes, qui représentèrent par la suite la génération « soixante-huitarde » espagnole. L'un des poètes publiés dans ce livre lui-même, Vázquez Montalbán, déclara d'ailleurs trente ans après que ce livre ne se présentait pas comme une anthologie mais comme une sélection. Il ajouta que « ce livre fut une provocation, parce qu'il a provoqué la colère des 9990 autres poètes désappointés [de ne pas être dans l'anthologie], de leur famille, de leurs amis, et ça, ça représente beaucoup de monde ». Pourtant, Castellet se défendit à l'époque de toute sélection subjective en déclarant à Informaciones le 2 juillet 1970 : « [le livre] a été une commande éditoriale. Tu sors le livre et tu te rends compte que les gens croient que j'ai essayé de lancer une collection d'amis... Monsieur Barral me demande une anthologie ; je regarde comment est le panorama actuel ; je me mets en contact avec les poètes ; je les regroupe ; je vois ce qu'ils ont en commun. J'essaie d'être honnête. ». Il précise d'ailleurs, dans Nueve novísimos poetas españoles, à la page 17, qu'il n'a pas choisi les poèmes ni leurs œuvres sur des critères de goût, mais qu'il s'est plutôt basé sur la volonté de montrer l'apparition d'un nouveau type de poésie dont l'intention est, justement, d'aller à contre-courant de — ou d'ignorer — la poésie antérieure.
Cette sélection posa problème notamment pour sa très faible représentativité (en relation avec le fait qu'il est censé s'agir d'une anthologie), pour leur portée politique et pour leur dévotion à la culture populaire, alors qualifiée de sous-culture. L'une des critiques les plus célèbres, celle de Gaspar Gomez de la Serna dans le journal Arriba (organe journalistique de la Phalange espagnole) accusait d'ailleurs les neuf novísimos de « communistes et trotskistes, d'agents de la cocacolonisation ».

## L'œuvre et son influence

### L'œuvre et ses préceptes
Le livre se divise en deux sections. La première est appelée « Les seniors » et contient les œuvres des poètes plus âgés, culturalistes, au travers desquels se produit la rupture : Vázquez Montalbán, Martínez Sarrión et Álvarez. La deuxième partie, appelée « La coqueluche » (en français dans le texte), nom affectueux que certains des « seniors » ont attribué à cette nouvelle génération provocatrice et insolente, qui s'inspire de la culture pop et de la contre-culture. Y figurent Azúa, Gimferrer, Molina Foix, Carnero, Moix et Panero.
L'œuvre des novísimos se caractérise par leur négligence des formes traditionnelles. Certains poèmes paraissent même pratiquement de la prose. Par exemple, ceux de Moix ont l'air de petite vignettes ou épisodes et le langage est plus prosaïque que poétique.
Les novísimos se caractérisent par leur liberté de forme et emploient l'écriture automatique, les techniques elliptiques, les syncopes et spécialement le collage (par exemple Vázquez Montalbán inclut des éléments pop, des phrases publicitaires, des fragments de discours, des vers d'autres poètes et même des textes de manuels d'instruction). Gimferrer utilisa pour sa part le collage pour présenter au lecteur une expérience multifacétique qui reflète plusieurs formes d'arts et de médias : le cinéma, les romans, les nouvelles de mystère, les bandes dessinées, etc.
Castellet annonce d'ailleurs dans l'introduction que la majeure partie des poèmes poseront des problèmes de compréhension aux lecteurs qui n'accepteront pas la rupture imposée par les jeunes auteurs, aussi bien par la forme, que la thématique et « beaucoup plus ». 
En effet les auteurs sont appelés à « suspendre la pensée » (ce qu'il appelle « Cogitus interruptus ») pour laisser l'œuvre transcender leur connaissance afin qu'elle ne soit pas corrompue par les perceptions et les émotions. Les auteurs revendiquent l'art pour l'art, et éviter ainsi d'être soumis à l'« organisation de la culture précairement néocapitaliste » (Vázquez Montalbán). Même parmi les plus dures critiques, il était presque toujours loué le fait que, au-delà de l'œuvre en elle-même, la proposition — le « manifeste », selon Meliá et bien d'autres — de Josep Maria Castellet était inévitablement constructive et que « l'étude sociologique et littéraire était plus importante que la propre anthologie » (selon Gaspar Gómez de la Serna).

### Sa portée politique
Selon Juan Antonio Masoliver Ródenas et d'autres critiques, cette nouvelle tendance a également une portée socio-politique. En effet, il y voit « la vulnérabilité définitive du régime franquiste : les Espagnols, soumis aux tyrannies de leur sinistre Histoire, paraissent disposés à perdre momentanément la mémoire historique pour s'accrocher au présent et sortir des frontières jusqu'alors fermées. Ce qui les caractérise comme groupe, c'est le cosmopolitisme, la célébration de la liberté et l'absence de principes éthiques. » Trente ans plus tard, Pere Gimferrer déclara en effet dans El País le 10 mars 2001 : « Je me suis déchargé du réalisme historique, qui pour moi ne fut jamais un réalisme social. Nous voulûmes dire, au travers de la littérature, que le franquisme était fini et même que le fait d'utiliser la poésie comme arme de combat l'était aussi ».
Plus tard, certains poètes de la génération des novísimos s'associèrent à d'autres poètes de la génération « des années 80 » — Enrique Morón (es), Juan Jesús León (es), Antonio Enrique (es), José Lupiáñez (es) et Fernando de Villena (es) —, avec qui ils avaient déjà beaucoup de points communs et avec qui ils avaient participé à de nombreux actes et projets, pour créer le Groupe poétique Ánade. Celui-ci ne se distinguait pas par une doctrine commune, au contraire : les fortes individualités et les styles particuliers y étaient privilégiés — ce n'est d'ailleurs pas par hasard qu'ils ont tous participé au grand mouvement de réforme appelé « poésie de la Différence », dont la prémisse fut l'indépendance et l'originalité de chacun des auteurs, ou, comme l'appelait Antonio Rodríguez Jiménez (es) lui-même dans Elogio de la diferencia, le « non-clonage ».

### Postérité
Les 2, 3 et 4 septembre 2021, le congrès international « Los Novísimos: cincuenta años de una antología » (Los Novísimos : cinquante ans d'une anthologie), organisé par l'Asociación de Amigos Casa Panero, se tient au Teatro Gullón d'Astorga, en raison du lien des neuf auteurs avec la ville d'Astorga et avec le poète Leopoldo María Panero. Le congrès réunit plus de soixante-dix spécialistes. Deux des poètes de la novísima, Guillermo Carnero et Vicente Molina Foix, sont présents, ainsi que des auteurs tels qu'Antonio Colinas (es) et Jaime Siles. À l'occasion de cet hommage, l'antología novísima, éditée par Sergio Fernández Martínez, est publiée dans une édition non commerciale, rassemblant un échantillon du parcours poétique des neuf auteurs originaux au cours du premier demi-siècle de l'anthologie,.